# Ivan Žmavc
Ivan Žmavc, slovenski filozof, sociolog ("sociotehnik") in knjižničar, * 11. januar 1871, Vrhje, † 22. november 1956, Praga. 

## Življenje
Ivan Žmavc se je rodil v Slogonskem (danes Vrhje) kmetu Jožefu in Heleni Žmavc. Njegov mlajši brat je bil Andrej Žmavc, enolog in učitelj. Klasično gimnazijo je obiskoval v Mariboru (1882-90), nato študiral teologijo na Kolegiju Germaniku v Rimu, nato 1892 prešel na filozofijo, matematiko, fiziko in naravoslovje v Gradec in Pragi (od 1897). Tu je 1898 doktoriral iz filozofije in naravoslovja. Istega leta se je zaposlil kot knjižničar v Javni in univerzitetni knjižnici v Pragi (zdaj Narodna knjižnica Češke republike) in bil tam v letih 1919−34 namestnik ravnatelja. Leta 1919 so ga imenovali za rednega profesorja politične ekonomije na Univerzi v Ljubljani, a mesta ni nastopil. V Pragi je bil med ustanovitelji založbe(?) akademije? Masarykova akademie práce (tudi njen generalni  tajnik), podpornega društva slovenskih akademikov in Češkoslovaško-jugoslovanske lige in redni član Slovanského ústavu. Leta 1936 je v Beogradu predaval o Naučni organizaciji rada i narodnom  blagostanju (objavljeno v Biblioteki Matice rada, Beograd 1939, zvezek št. 6) in dobil odlikovanje red svetega Save 2. razreda. 
Žmavc je bil znanilec modernega knjižničarstva. Ob posodabljanju knjižničarstva na Češkem po 1. svetovni vojni se je po proučevanju zahodnoevropskega knjižničarstva zavzemal za notranjo preureditev znanstvenih knjižnic, njihovo tehnično posodobitev in zlasti upravljanje po ekonomskih načelih. Svoje nazore je podal v knjigi Hospodárné řízení osvětové činnosti vědeckých knihoven (Praga 1924).
Obravnaval je tudi gospodarsko, socialno in kulturno življenje, v to uvajal naravoslovne metode in tako izoblikoval sociotehniko kot svojo različico sociologije. O tem je napisal v češčini in nemščini več knjig in člankov, v slovenščini pa delo Ozdravljenje socialnega življenja z uporabo prirodoslovja (Gorica, 1913) in tudi objavil več člankov v slovenskih revijah.
Kot filozof se je opiral predvsem na filozofijo Augusta Comteja, Wilhelma Ostwalda in Herberta Spencerja ter se  navduševal tudi za Masarykovo filozofijo, ki jo je ocenjeval kot »znanstveno vero«, ter si prizadeval za »harmonični razvoj čustvenosti«. Njegova filozofija sodi med materialistično usmerjene filozofske smeri. Človek je zanj samo sistem energij, saj materija ni nič drugega kot energija, duševnost pa je zgolj njena funkcija. Na podlagi fizikalnega zakona o ohranitvi energije je sklepal, da je človek nesamostojno bitje in podrejen zakonom fizike. Filozofija naj govori samo o prihodnosti in raziskuje funkcije organskih bitij - od najpreprostejše celice do človekovih možganov. To je za Žmavca najbolj pristni predmet filozofskega raziskovanja.
V sociologiji je imel za osrednjo vlogo človekovega življenja delo, ki naj mu omogoča, da ohrani čim več energije. Tudi delo naj bo »znanstveno«, to je urejeno po merilih racionalnosti, ki naj uredi tudi dotlej kaotično gospodarstvo. Zamisel prihodnje socialne ureditve je videl v idejah znanstvenega socializma ob upoštevanju Masarykovih kritik marksizma. Sociotehnika, to je znanstveno obravnavanje socioloških vprašanj, naj bi omogočila pravično porazdelitev materialnih dobrin.
Objavljal je pretežno v čeških in nemških časopisih, še najmanj v slovenskih, zato ga imajo Čehi za svojega sociologa in filozofa. Njegov vpliv na Slovenskem je bil predvsem v smislu energetizma viden pri naših naravoslovcih (Zarniku, Seidlu), polemično pa je »obračunal« z njegovo filozofijo Aleš Ušeničnik (Čas 1907, 193–204), a mu je bila zgolj povod, da je zavrnil filozofijo evolucionizma in sod. naravoslovnega materializma.

## Dela
Knjige
- Elemente einer allgemeinen Arbeitstheorie, 1906
- Die Gesundung des sozialen Lebens durch die angewandte Naturwissenschaft, 1908
- Die wissenschaftliche Neugestaltung des sozialen Weltordnung, 1912
- Der Wucher der Weltschöpfer und die Arbeitsgemeinschaft als Weltgestalter, 1913
- Ozdravljenje socialnega življenja z vporabo prirodoslovja, 1913
- Uvod do sociální energetiky, 1919
- O přirodovědeckych základech sociálnich náprav, 1922
- Energetické základysociotechniky, 1923
- Die energetischen Grundlagen der Soziotechnik, 1926
- Přirodovědecky rozbor funkcí sociálního úvěru, 1930

Drugo
- prevedel Frederick Soddy, Karteziánská ekonomie - obrat vědy, 1926/27
- veliko člankov v strokovnih revijah (od 1892 nad 100)
- korespondenca z Antonom Aškercem